# Santo Domingo Suchitepequez
Santo Domingo Suchitepequez – miejscowość na południowym zachodzie Gwatemali, w departamencie Suchitepéquez. Według danych statystycznych z 2012 roku liczba mieszkańców wynosiła 10 634 osób. 
Santo Domingo Suchitepequez leży około 8 km na południowy wschód od stolicy departamentu – miasta Mazatenango. Miejscowość leży na wysokości 213 metrów nad poziomem morza, u podnóża gór Sierra Madre de Chiapas, w odległości około 40 km od brzegu Pacyfiku. 

## Gmina Santo Domingo Suchitepequez
Miejscowość jest także siedzibą władz gminy o tej samej nazwie, która jest jedną z dwudziestu gmin w departamencie. W 2013 roku gmina liczyła 35 303 mieszkańców. Gmina jak na warunki Gwatemali jest średniej wielkości, a jej powierzchnia obejmuje 242 km². Mieszkańcy gminy utrzymują się głównie z uprawy roli i rzemiosła.  W rolnictwie dominuje uprawa trzciny cukrowej, kawowca, kukurydzy, bananów i innych owoców gatunków tropikalnych. Gmina znana jest z produkcji wysokiej jakości kakao.
Ponadto na terenie gminy pozyskuje także sól kuchenną.
Klimat gminy jest równikowy, według klasyfikacji Köppena, należy do klimatów tropikalnych monsunowych, z wyraźną porą deszczową występującą od maja do października.